# Ralf-Peter Fuchs
Ralf-Peter Fuchs (* 7. Dezember 1956 in Witten) ist ein deutscher Historiker und Saxophonist.

## Biografie
Ralf-Peter Fuchs studierte Geschichte und Politikwissenschaft an der Ruhr-Universität Bochum. Parallel dazu war er sozialpädagogisch tätig. So war er Mitbegründer des Kontakt-Arbeits-Kollektivs in Witten, das sich die Förderung von Kindern mit Migrationshintergrund zur Aufgabe gemacht hatte.
Nach seiner Promotion in Bochum bei Winfried Schulze (1994) arbeitete Ralf-Peter Fuchs als wissenschaftlicher Mitarbeiter am Lehrstuhl für Frühe Neuzeit an der Ludwig-Maximilians-Universität München in verschiedenen Projekten. Von 2007 bis 2008 war er freier Mitarbeiter bei der NDB-Redaktion der Bayerischen Akademie der Wissenschaften. Im Sommersemester 2011 war er Fellow des Deutschen Historischen Instituts Washington und der German Society of Pennsylvania in einem Projekt mit dem Titel The Art of Peacemaking in Early Modern Pennsylvania.
Nach seiner Habilitation 2008 in München vertrat er verschiedene Professuren. Seit 2014 ist er Professor für Landesgeschichte der Rhein-Maas-Region an der Universität Duisburg-Essen. 2022 wurde er zum ordentlichen Mitglied der Historischen Kommission für Westfalen gewählt.

## Schwerpunkte der historischen Arbeit
Schwerpunkte seiner historischen Arbeit bildeten Forschungen zu Ehre und Gewalt in der  Frühen Neuzeit, die Hexenforschung, Studien zu frühneuzeitlichen Zeugenverhörprotokollen, die Erforschung von Friedensverhandlungen im Dreißigjährigen Krieg und Forschungen zur gesellschaftlichen Rezeption des Jazz im westlichen Nachkriegsdeutschland.

## Saxophonist
Als Tenor- und Sopransaxophonist spielte Ralf-Peter Fuchs in zahlreichen Jazzbands in München und in Witten, u. a. mit Marty Cook, Leszek Zadlo, Ka Sheena Morreau und Sava Medan.
Er ist Mitglied der festen Formation Blue Monday Jazz Quintet. Aufgetreten ist er u. a. auf dem Deutsch-Polnischen Jazz-Fest in München, außerdem auf dem Internationalen Jazzfest Kassel und auf der Documenta in Kassel 2013. Mit seinem Quartett Tell-Tale-Heart entstand das Album Dance in the Haze, das 2021 bei Timezone veröffentlicht wurde.

## Veröffentlichungen (Auswahl)
- Um die Ehre. Westfälische Beleidigungsprozesse vor dem Reichskammergericht (1525 - 1805). Paderborn 1999.
- Hexenverfolgung an Ruhr und Lippe. Die Nutzung der Justiz durch Herren und Untertanen. Münster 2002.
- Ein ‘Medium’ zum Frieden. Die Normaljahrsregel und die Beendigung des Dreißigjährigen Krieges. Oldenbourg, München 2010 (Bibliothek Altes Reich 4), ISBN 978-3-486-58789-0.
- als Herausgeber mit Winfried Schulze: Wahrheit, Wissen, Erinnerung. Zeugenverhörprotokolle als Quellen für soziale Wissensbestände der Frühen Neuzeit. Münster, Hamburg, London 2002.
- als Herausgeber mit Arndt Brendecke / Edith Koller: Die Autorität der Zeit in der Frühen Neuzeit. Berlin 2007.
- Hexen aus freiem Willen. Peter Binsfeld und das tridentinische Liberum-Arbitrium-Dogma, In: Rheinische Vierteljahrsblätter, Jahrg. 83, Bonn 2019, S. 110ff.
- Tell-Tale-Heart: Dance In The Haze, CD. Label: Timezone. Bestellnummer: 10428709, 2021.